# Giovanni di Borgogna
Giovanni di Borgogna, noto come Giovanni senza Paura (in francese Jean Ier de Bourgogne, dit Jean sans Peur) (Digione, 28 maggio 1371 – Montereau-Fault-Yonne, 10 settembre 1419), è stato conte di Nevers dal 1384 al 1405 e Duca di Borgogna, conte di Borgogna (Franca Contea), Artois e Fiandre dal 1404 alla sua morte.
Giovanni era figlio del duca di Borgogna, Filippo II l'Ardito e di Margherita di Male, erede delle contee di Fiandra, di Nevers, di Rethel, di Borgogna e d'Artois, e pretendente dei ducati di Brabante e Limburgo.

## Biografia
Come erede della terza dinastia di Borgogna, dal 1384, a Giovanni fu concesso dai genitori il titolo di Conte di Nevers, titolo che tenne sino al 1405, quando dopo essere divenuto duca di Borgogna vi rinunciò a favore del fratello Filippo.
Dopo aver rotto il fidanzamento con Caterina di Valois, figlia del re Carlo V di Francia, nell'aprile 1385, per la politica voluta dal padre Filippo di consolidamento della posizione della casata nei Paesi Bassi, Giovanni, a Cambrai, sposò Margherita, figlia del duca di Baviera-Straubing Alberto I, conte di Hainaut e di Olanda, mentre sua sorella Margherita sposava Guglielmo IV di Hainaut, figlio ed erede di Alberto.
I festeggiamenti, alla presenza del re di Francia, Carlo VI si protrassero per cinque giorni, durante i quali il re combinò il proprio matrimonio con Isabella di Baviera.

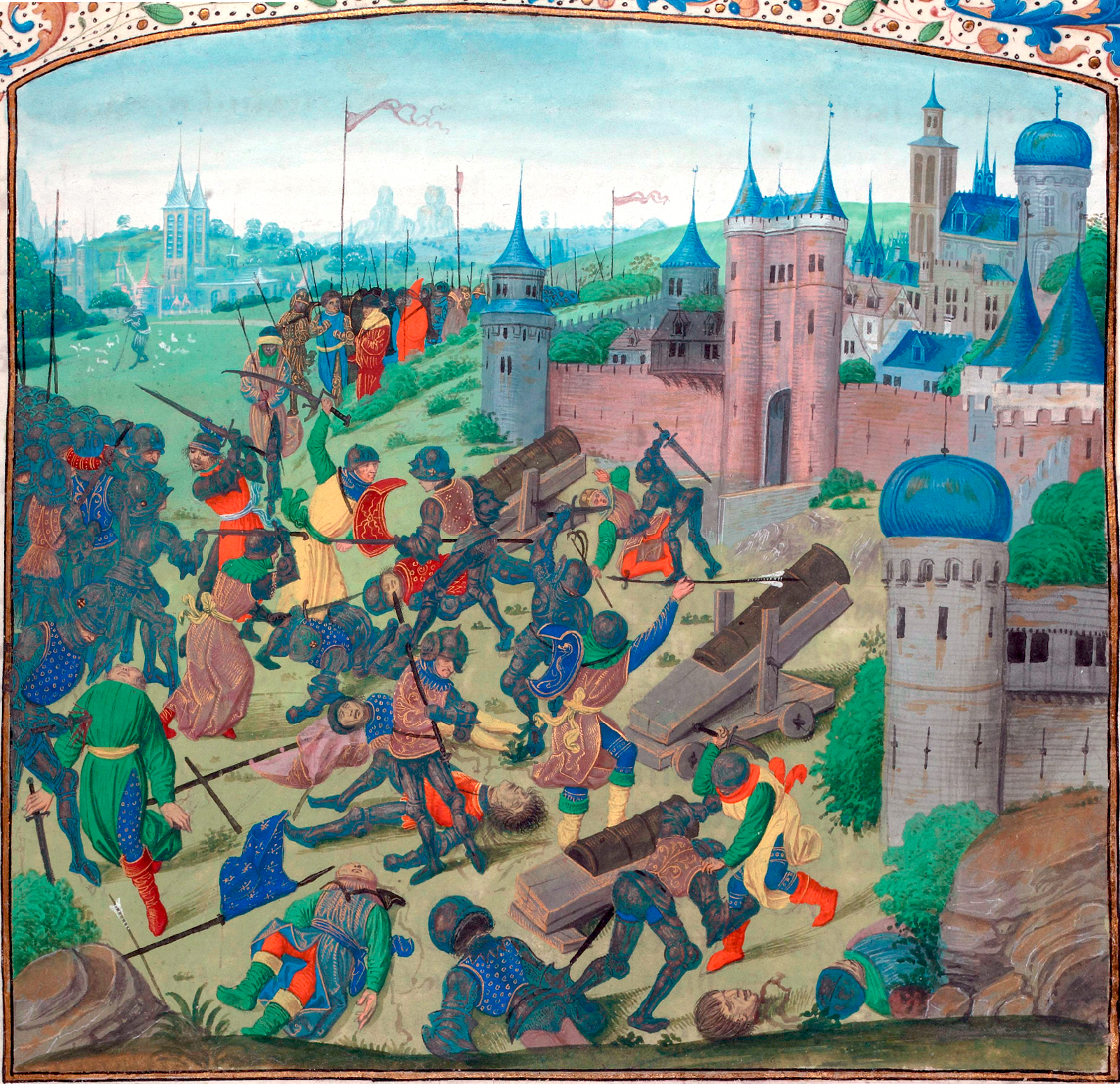
La battaglia di Nicopoli.

Il conte di Nevers, Giovanni, nel 1396, guidò un contingente in aiuto del re d'Ungheria, Sigismondo, partecipò alla guerra contro il Sultano turco, Bayezid I, ove combatté nella Battaglia di Nicopoli (25 settembre 1396) con così tanto entusiasmo e coraggio che gli fu attribuito il soprannome di "Senza paura". Ciò nondimeno la battaglia si risolse in un disastro e Giovanni fu fatto prigioniero e rilasciato solo l'anno successivo, dopo il versamento di un enorme riscatto da parte del padre per tramite dei suoi intermediari italiani (v.si Dino Rapondi). Fu Governatore Generale dell'Ordine di S. Giorgio di Borgogna.

### Giovanni contro gli Orléans
Giovanni ereditò il ducato di Borgogna nel 1404 e il personaggio più importante del governo era il duca d'Orleans, Luigi di Valois, il giovane fratello dell'ormai insano Carlo VI. Luigi ora che sua moglie Valentina Visconti era in esilio si era avvicinato alla regina Isabella. Ma l'intimità tra il fratello del re e la regina, i lussi, l'amore per i divertimenti e le licenziosità tendevano ad alienargli l'opinione pubblica. Inoltre essendo le finanze in disordine, Luigi svalutò la moneta e impose una nuova imposta. A questo punto Giovanni arrivò a Parigi, in armi, sostenendo che l'imposta nei suoi stati non era valida. Luigi e la regina lasciarono precipitosamente Parigi in mano a Giovanni.
Due mesi dopo, dato che erano riprese le ostilità tra inglesi e francesi, ci fu una riconciliazione. Entrambi i rivali cercarono di colmare il vuoto di potere creato dal sovrano, ormai folle. Giovanni organizzò una politica matrimoniale, sposando, nel 1404, sua figlia Margherita con il Delfino di Francia, Luigi, duca di Guyenna e combinando il fidanzamento (si sarebbero sposati, nel 1409) del suo erede, il futuro Duca di Borgogna Filippo III, con Michela di Valois, figlia di Carlo VI e di Isabella di Baviera. Il Duca di Borgogna, inoltre, cercò di divenire per decreto, durante uno dei periodi di pura follia del sovrano, tutore del Delfino e della prole del re. E non trascurò neppure di avere buoni rapporti la classe intermedia dei mercanti, degli uomini d'affari e dell'Università di Parigi. Ciò non migliorò i rapporti tra Giovanni e Luigi di Valois, già tesi anche per la rivalità che li opponeva nei bacini della Mosa e della Schelda, dove Giovanni controllava le Fiandre ed il Brabante, mentre Luigi aveva i diritti sul ducato del Lussemburgo e stava stringendo un'alleanza col duca di Gheldria.

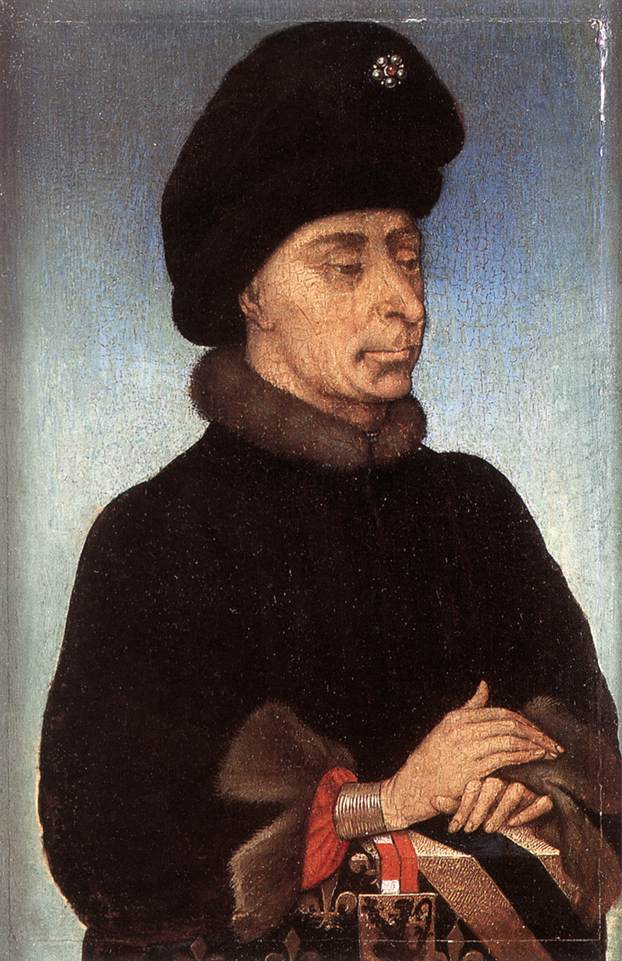
Giovanni Senza Paura, ritratto di scuola olandese, del 1415 circa.

Presto i due rivali arrivarono a minacciarsi apertamente. Il loro zio Duca di Berry, favorì una promessa di riconciliazione solenne, ma tre giorni dopo, il 23 novembre 1407 Luigi, mentre stava tornando a casa, dopo una visita alla regina fu assassinato nelle strade di Parigi. Gli furono tributati solenni funerali. le investigazioni del prevosto di Parigi giunsero presto alla verità e Giovanni confessò allo zio, il duca di Berry, Giovanni di Berry, e al cugino, il re di Napoli, Luigi II d'Angiò di essere il mandante del delitto, istigato dal demonio. Poi lo giustificò come un "tirannicidio". Comunque dovette lasciare Parigi, perché la vedova, Valentina Visconti, e il nuovo duca d'Orleans, di 14 anni, Carlo, chiedevano un'esemplare punizione.
Dopo la fuga Giovanni rientrò a Parigi, nel febbraio 1408, ben accolto da tutti e, in un'assemblea, in marzo, il teologo normando, Giovanni il Piccolo, senza essere contraddetto giustificò Giovanni. Ma sei mesi dopo Valentina Visconti riapparve a Parigi ed in un'altra assemblea, l'abate di Cérisy replicò al Piccolo e furono preannunciate misure molto severe contro Giovanni, che si trovava a Liegi per domare una sommossa. Domata la sommossa, Giovanni ritornò a Parigi che lo accolse con gli onori di un tempo, riottenendo il favore del sovrano. Nel trattato di Chartres, firmato il 9 marzo 1409, il re assolse il Duca di Borgogna dal crimine, ed insieme al figlio di Luigi, Carlo, Duca di Orléans, promise una riconciliazione. La riconciliazione, davvero umiliante per Carlo d'Orleans, fu riproposta in un trattato successivo, nel novembre del 1410. Con un editto intanto era stata rinnovata la posizione di Giovanni quale tutore del Delfino.

### Il partito degli Armagnacchi contro Giovanni e il partito dei Borgognoni
Alla morte di Valentina Visconti il figlio maggiore, Carlo, era quattordicenne, ed era sposato con la cugina Isabella di Francia (1389-1409), e, dopo l'umiliante riconciliazione col duca di Borgogna, nel marzo 1409, aveva raccolto intorno a sé diversi nobili del partito orleanista. Carlo, rimasto vedovo, nel 1410, in seconde nozze, sposò Bona d'Armagnac, la figlia del conte d'Armagnac, Bernardo VII, che portò ad una alleanza tra i partigiani del duca d'Orléans ed i conti d'Armagnac, sancita durante la celebrazione del matrimonio tra Carlo e Bona, a Gien, il 15 aprile 1410, con la formazione di una lega contro il duca di Borgogna, formata dal duca d'Orléans e suo suocero con i duchi di Berry, i duchi di Borbone e di Bretagna, i conti d'Alençon et di Clermont, sotto la guida del conte d'Armagnac, e dato che la lega aveva nelle sue file molti cavalieri guasconi, il partito fu detto degli Armagnacchi, mentre la fazione opposta che si era stretta intorno al duca di Borgogna fu detta dei Borgognoni e che raccoglieva intorno a sé, oltre ai suoi due fratelli, Antonio, duca del Brabante e Filippo, conte di Nevers, tutti i nobili dell'Artois, della Piccardia e della Franca Contea, fiamminghi e tedeschi inclusi. inoltre Giovanni poteva contare sul popolo di Parigi e quello delle grandi città del nord e sull'università di Parigi. I due partiti cominciarono a costituire delle bande armate e palazzi e castelli cominciarono ad essere aggrediti e assaltati ed i delitti aumentavano di giorno in giorno. Parigi era in mano agli Armagnacchi e dai pulpiti cominciarono a scagliare scomuniche contro le loro bande.

### La guerra civile
La pace era stata solennemente sancita nel 1410, quando, nel 1411, Giovanni si rivolse agli inglesi, per avere rinforzi per Parigi e, in luglio, il duca d'Orleans inviò una sfida a Giovanni, duca di Borgogna, insultandolo. La battaglia avvenne, in autunno, fuori Parigi, e gli Armagnacchi furono respinti con difficoltà dalle schiere borgognone e dai loro alleati inglesi. Nel maggio del 1412, Giovanni, accompagnato dal delfino e dal re mise l'assedio a Bourges, dove si era rinchiuso il duca di Berry; il duca d'Orleans chiese l'aiuto degli inglesi, che arrivarono quando ormai l'assedio era stato tolto; e ad Auxerre fu stabilita una pace armata, assai onerosa per il duca d'Orleans. Carlo e Bernardo rimasero a Parigi, mentre Giovanni ritornò in Borgogna.
Tutti questi conflitti avevano procurato un dissesto nella giustizia e nelle casse dello stato, per cui i principi per mantenere le loro ambizioni e i loro dissidi aumentavano le imposte, assecondati dai funzionari statali. A Parigi tale situazione creò del malcontento e soprattutto le corporazioni dei macellai, dei trippai e dei conciapelli fomentavano i disordini. Giovanni rientrò a Parigi e cominciò a offrire doni e paghe ai più scalmanati e in poco tempo si formò una potente coalizione borgognona. Alla fine del 1412, in previsione di un'invasione degli inglesi, dato che il tesoro era vuoto, per aumentare le imposte, furono convocati gli Stati Generali, che accusarono apertamente i funzionari reali e chiedendo che fossero allontanati dalle cariche ed i loro beni confiscati, in modo da trovare i denari per la guerra. Procedendo tale lavoro a rilento, il popolo parigino, il 27 aprile 1413, si sollevò, assediò e conquistò la Bastiglia, poi il palazzo del delfino ed iniziò ad arrestare tutti i sospetti, tra cui quindici dame di corte, che vennero rinchiusi allo Châtelet ed al Louvre, senza che Giovanni intervenisse tempestivamente. Dopo una sosta di pochi giorni, ai primi di giugno ricominciarono gli arresti a cui seguirono brutalità ed esecuzioni sommarie, ormai alcune corporazioni, tra cui i macellai erano fuori dal controllo di Giovanni.
Gli Armagnacchi coi duchi di Berry e d'Orleans si erano radunati fuori Parigi e a Vernon si incontrarono coi borgognoni stabilendo la soppressione del governo rivoluzionario che aveva sopraffatto la corte seguita da un'amnistia generale, la pace fu firmata a Pontoise, il 28 luglio. Ai primi di agosto i prigionieri furono liberati dalle carceri, il duca d'Orleans e gli Armagnacchi rientrarono a Parigi, i funzionari reali rimessi al loro posto, ma ben presto iniziarono le persecuzioni contro i borgognoni. Giovanni, vistosi a mal partito, lasciò in tutta fretta Parigi e raggiunse Lilla.

### Invasione della Francia e battaglia di Azincourt
In quel periodo, il 20 marzo del 1413, era morto il re d'Inghilterra, Enrico IV, che essendo stanco e malato non aveva intenzione di invadere la Francia. Invece il figlio, Enrico V, molto ambizioso riprese le pretese al trono di Francia di suo bisnonno, Edoardo III, preparò l'invasione dei territori francesi, approfittando della guerra civile in corso in Francia.
Già, nel 1413, Enrico V strinse un'alleanza con Giovanni per combattere gli Armagnacchi, e, nel caso che Enrico avesse attaccato la Francia sarebbe rimasto neutrale e lo avrebbe riconosciuto come re se avesse avuto il sopravvento. Nello stesso tempo Giovanni garantiva a Carlo VI di non aver preso alcun impegno con gli inglesi.
Enrico V, nell'agosto del 1414, rivendicò il trono di Francia, chiedendo in sposa Caterina, la figlia di Carlo VI. La controproposta, portata dagli ambasciatori a Winchester, fu la mano di Caterina, una grossa dote e una parte dell'Aquitania; Enrico cacciò gli ambasciatori e proseguì nei preparativi di invasione.
Il 13 agosto 1415, la flotta inglese arrivò a Cap de la Hève, alla foce della Senna, nei pressi di Le Havre e alcuni giorni dopo l'esercito inglese assediò Harfleur, che cadde il 22 settembre. Dopo alcuni giorni, Enrico V, coi suoi 13.000 soldati, si avviò verso Calais, con l'intenzione di svernare, ma arrivato in Piccardia si trovò di fronte l'armata francese, composta da ben 50.000 uomini. L'esercito francese avrebbe potuto essere ancora più numeroso se fosse stato accettata l'offerta di aiuto di Giovanni Senza Paura, che fu respinta per paura che volesse impadronirsi del potere, e forse anche perché si sapeva che trattava anche con Enrico V.
Nonostante il parere negativo del duca di Berry, alle undici del 24 ottobre del 1415, si iniziò la Battaglia di Azincourt, che alle quattro del pomeriggio era già finita con un disastro francese ove morirono, combattendo per la Francia, circa 10.000 uomini tra cui i due fratelli, di Giovanni Senza Paura, Antonio, Duca del Brabante e Filippo, Conte di Nevers, mentre il duca d'Orleans cadde prigioniero.

### Guerra in Normandia e conquista del potere di Giovanni
Dopo la sconfitta di Azincourt, data la pazzia del re, la morte, nel dicembre 1415, del Delfino di Francia, il genero di Giovanni, Luigi, duca di Guienna, dato che la regina era stata esiliata a Tours, e che il nuovo delfino era il fratello di Luigi, Giovanni, duca di Turenna, viveva fuori Parigi presso il suocero, Guglielmo II di Baviera-Straubing, il governo della Francia era nelle mani del suocero del duca 'Orleans (prigioniero degli inglesi), il connestabile, conte d'Armagnac, Bernardo VII, che si era circondato di bande armate che seminavano il terrore nelle strade di Parigi.
Nel frattempo Giovanni Senza Paura, dopo aver inutilmente tentato un accordo col governo francese, nell'ottobre del 1416, incontrò, a Calais, Enrico V e pare che fosse disposto a riconoscerlo re di Francia.
Nell'aprile del 1417 il delfino Giovanni, duca di Turenna, era morto ed il nuovo delfino ora era un ragazzo di quattordici anni, Carlo, che praticamente era stato adottato dalla famiglia dei d'Angiò, Luigi II d'Angiò e la moglie, Iolanda di Aragona.
Nell'agosto del 1417, mentre Enrico V sbarcò a Trouville con l'esercito inglese, le truppe di Giovanni marciarono su Parigi. Enrico in meno di un anno aveva conquistato la Normandia e il 29 luglio 1418 si presentò davanti a Rouen, con circa 45.000 uomini. Nello stesso tempo Giovanni era avanzato su Parigi accolto come un liberatore e giunto di fronte alla città, aveva richiamato la regina dall'esilio, installandola, come reggente, a Troyes. Parigi era stanca della tirannia e delle imposte degli Armagnacchi e si iniziò una trattativa di pace, fallita per colpa di Bernardo e alla fine i parigini, nella notte tra il 20 e il 21 maggio, aprirono una porta della città, a un contingente di 800 borgognoni che con l'aiuto de cittadini conquistarono Parigi. Il 30 maggio 1418 la città era in mani borgognone, ma Giovanni non era presente, perché era a caccia in Borgogna e fece la sua comparsa a Parigi, solo il 14 luglio. Purtroppo in quel frattempo bande di scalmanati, capeggiati dai macellai, avevano creato disordini, andando a prelevare i prigionieri, tra cui Bernardo VII d'Armagnac e parecchie donne, e mettendoli a morte con efferata crudeltà. Il Duca si sistemò a Parigi e si atteggiò a protettore del re, ma non riuscì a fermare i disordini che proseguirono sino ad agosto, quando i caporioni dei disordini vennero fermati e giustiziati. A Parigi dal 1º ottobre, vennero aboliti i tributi.
Giovanni ora aveva il comando delle operazioni contro gli inglesi che assediavano Rouen tergiversò e non fece nulla per evitare la resa della città, il 20 gennaio 1419. Ora la Normandia era tutta inglese, ad eccezione di Mont-Saint-Michel.

### Giovanni e il Delfino e morte di Giovanni

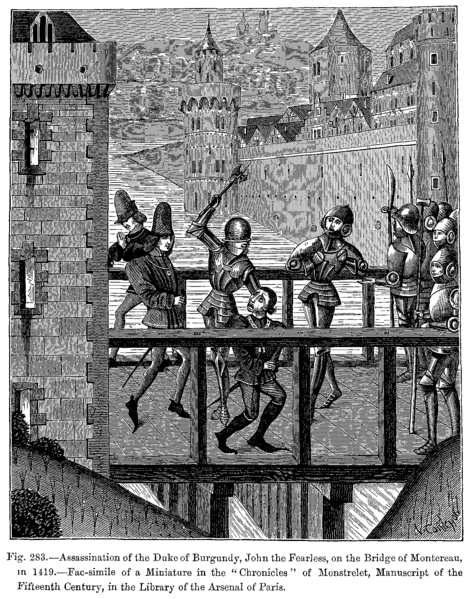
Assassinio del Duca di Borgogna, Giovanni Senza Paura, sul ponte di Montereau, nel 1419. – facsimile di una miniatura delle "Chronicles" di Monstrelet, manoscritto del quindicesimo secolo, nella Biblioteca dell'Arsenale di Parigi.

Alla presa di Parigi da parte dei borgognoni, il Delfino di Francia, Carlo, sotto la protezione del nobile bretone, Duchastel, era riuscito ad uscire dalla città, ed in poco tempo, a sedici anni, dato che Bernardo era stato ucciso, era divenuto il capo della fazione degli Armagnacchi e nel 1418, si era autoproclamato reggente del regno di Francia ed aveva organizzato un governo su tutti i territori controllati dagli Armagnacchi.
Sia Giovanni che il Delfino, volevano riconciliarsi per scacciare gli inglesi ed ebbero un primo incontro a Saint-Maur, nel settembre 1418. però Giovanni contemporaneamente con la regina Isabella, portava avanti una trattativa con Enrico V per il suo matrimonio con Caterina, figlia di Isabella e Carlo VI; l'incontro di Nantes non fu risolutivo. Allora Giovanni si riavvicinò al delfino e i due si incontrarono a luglio, sul ponte di Pouilly, vicino a Melun, ove si ripromisero una pacificazione e, a Corbeil, si scambiarono il bacio della pace. Gli inglesi avanzarono e conquistarono Mantes, Melun e Pontoise, per cui fu stabilito un ulteriore colloquio a Montereau, Giovanni esitò e ritardò l'incontro, per cui nel campo degli Armagnacchi sorse una certa diffidenza nei confronti di Giovanni e quando finalmente si incontrarono il 10 settembre 1419 sul ponte di Montereau, sia il delfino che il Duca Giovanni si presentarono accompagnati da una piccola scorta, per ciò che riteneva un incontro che avrebbe dovuto sancire una pace definitiva e duratura, invece il colloquio fu aspro e si scambiarono reciproche accuse e la trattativa fallì. Ma mentre il delfino si ritirava, alcuni uomini della sua scorta si avventarono contro Giovanni e lo trafissero più volte con la spada, uccidendolo. Questo omicidio, probabilmente non premeditato, vendicava l'assassinio del duca d'Orleans, Luigi di Valois, ma riapriva una stagione di odio per la Francia.

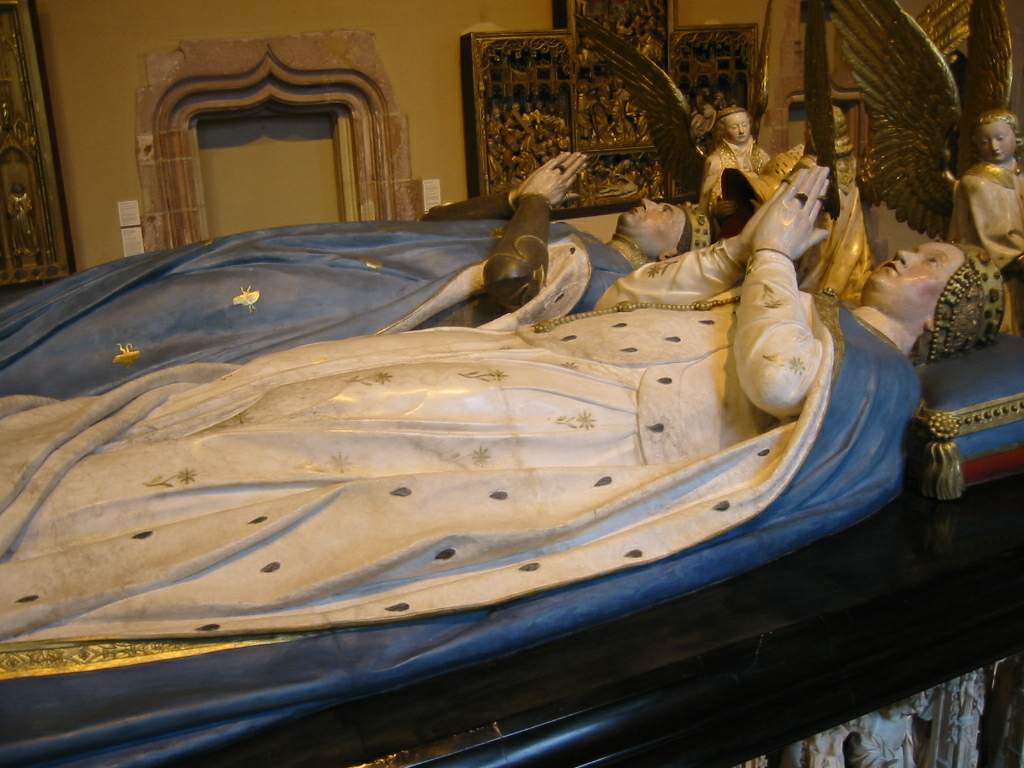
Tomba e statue funerarie di Giovanni Senza Paura e di Margherita di Baviera Palazzo dei Duchi di Borgogna a Digione.

A Giovanni Senza Paura successe il figlio Filippo, detto il Buono. Il corpo di Giovanni fu sepolto a Digione.

## Discendenza
Giovanni da Margherita ebbe i seguenti otto figli:
- Caterina (1391–1414, Gand)
- Maria (1393 – 30 ottobre, 1463). Sposò Adolfo I, Duca di Cleves. Fu bisavola del Duca Giovanni III di Cleves, padre di Anna di Clèves, la quale fu quarta moglie di Enrico VIII d'Inghilterra.
- Margherita, duchessa di Guyenna (1394 – 2 febbraio 1441, Parigi), sposatasi il 30 agosto 1404 con Luigi, Duca di Guyenna, il Delfino erede di Carlo VI di Francia, quindi il 10 ottobre 1422, in seconde nozze, con Arturo di Richemont, il futuro Duca di Bretagna
- Filippo detto il Buono (1396–1467), duca di Borgogna
- Isabella († 18 settembre 1412, Rouvres), sposatasi ad Arras il 22 luglio 1406 con Oliviero di Châtillon-Blois, Conte di Penthièvre e Périgord
- Giovanna (1399-? Rouvres), morta giovane
- Anna (1404 – 14 novembre 1432, Parigi), sposò Giovanni Plantageneto, I duca di Bedford, reggente di Enrico VI d'Inghilterra
- Agnese (1407 – 1º dicembre 1476, castello di Moulins), sposò Carlo I di Borbone

Giovanni ebbe anche diversi figli illegittimi:
- tre nati da Margherita di Borselen:
  - Guido († 1436)
  - Antonio, cavaliere di san Giovanni di Gerusalemme
  - Filippotto
- e uno da Agnese di Croy:
  - Giovanni di Borgogna, vescovo di Cambrai

## Ascendenza
|                                             |                  |                           | Genitori                  |  |  | Nonni |  |  | Bisnonni              |  |  | Trisnonni       |  |
|                                             |                  |                           |                           |  |  |       |  |  | Filippo VI di Francia |  |  | Carlo di Valois |  |
|                                             |                  |                           |                           |  |  |       |  |  | Filippo VI di Francia |  |  | Carlo di Valois |  |
|                                             |                  | Margherita d'Angiò        |                           |  |  |       |  |  | Filippo VI di Francia |  |  |                 |  |
| Giovanni II di Francia                      |                  |                           |                           |  |  |       |  |  | Filippo VI di Francia |  |  |                 |  |
|                                             |                  | Giovanna di Borgogna      | Roberto II di Borgogna    |  |  |       |  |  |                       |  |  |                 |  |
|                                             |                  | Giovanna di Borgogna      | Roberto II di Borgogna    |  |  |       |  |  |                       |  |  |                 |  |
|                                             |                  | Giovanna di Borgogna      | Agnese di Francia         |  |  |       |  |  |                       |  |  |                 |  |
| Filippo II di Borgogna                      |                  | Giovanna di Borgogna      |                           |  |  |       |  |  |                       |  |  |                 |  |
|                                             |                  | Giovanni I di Lussemburgo | Enrico VII di Lussemburgo |  |  |       |  |  |                       |  |  |                 |  |
|                                             |                  | Giovanni I di Lussemburgo | Enrico VII di Lussemburgo |  |  |       |  |  |                       |  |  |                 |  |
|                                             |                  | Giovanni I di Lussemburgo | Margherita di Brabante    |  |  |       |  |  |                       |  |  |                 |  |
| Bona di Lussemburgo                         |                  | Giovanni I di Lussemburgo |                           |  |  |       |  |  |                       |  |  |                 |  |
|                                             |                  | Elisabetta di Boemia      | Venceslao II di Boemia    |  |  |       |  |  |                       |  |  |                 |  |
|                                             |                  | Elisabetta di Boemia      | Venceslao II di Boemia    |  |  |       |  |  |                       |  |  |                 |  |
|                                             |                  | Elisabetta di Boemia      | Guta d'Asburgo            |  |  |       |  |  |                       |  |  |                 |  |
| Giovanni di Borgogna                        |                  | Elisabetta di Boemia      |                           |  |  |       |  |  |                       |  |  |                 |  |
|                                             | Luigi I di Crécy | Luigi I di Nevers         |                           |  |  |       |  |  |                       |  |  |                 |  |
|                                             | Luigi I di Crécy | Luigi I di Nevers         |                           |  |  |       |  |  |                       |  |  |                 |  |
|                                             | Luigi I di Crécy | Giovanna di Rethel        |                           |  |  |       |  |  |                       |  |  |                 |  |
| Luigi II di Fiandra                         | Luigi I di Crécy |                           |                           |  |  |       |  |  |                       |  |  |                 |  |
|                                             |                  | Margherita I di Borgogna  | Filippo V di Francia      |  |  |       |  |  |                       |  |  |                 |  |
|                                             |                  | Margherita I di Borgogna  | Filippo V di Francia      |  |  |       |  |  |                       |  |  |                 |  |
|                                             |                  | Margherita I di Borgogna  | Giovanna II di Borgogna   |  |  |       |  |  |                       |  |  |                 |  |
| Margherita III delle Fiandre                |                  | Margherita I di Borgogna  |                           |  |  |       |  |  |                       |  |  |                 |  |
|                                             |                  | Giovanni III del Brabante | Giovanni II di Brabante   |  |  |       |  |  |                       |  |  |                 |  |
|                                             |                  | Giovanni III del Brabante | Giovanni II di Brabante   |  |  |       |  |  |                       |  |  |                 |  |
|                                             |                  | Giovanni III del Brabante | Margherita d'Inghilterra  |  |  |       |  |  |                       |  |  |                 |  |
| Margherita di Brabante, contessa di Fiandra |                  | Giovanni III del Brabante |                           |  |  |       |  |  |                       |  |  |                 |  |
|                                             |                  | Maria d'Évreux            | Luigi d'Évreux            |  |  |       |  |  |                       |  |  |                 |  |
|                                             |                  | Maria d'Évreux            | Luigi d'Évreux            |  |  |       |  |  |                       |  |  |                 |  |
|                                             |                  | Maria d'Évreux            | Margherita d'Artois       |  |  |       |  |  |                       |  |  |                 |  |
|                                             |                  | Maria d'Évreux            |                           |  |  |       |  |  |                       |  |  |                 |  |